# 크리스틴 시티
크리스틴 시티(Christine Citti, 1962년 10월 25일 ~ )는 프랑스의 배우, 각본가, 작가이다.

## 출연 작품
- 고잉 투 브라질 (2017)
- 발렌틴 발렌틴 (2014)
- 킬 미 (2011)
- 캠핑 2 (2010)
- 아임 글래드 댓 마이 마더 이즈 얼라이브 (2009)
- 디스코 (2008)
- 캠핑 (2006)
- 수잔느 (2006)
- 내가 가수였을 때 (2006)
- 페이지 터너 (2006)
- L'Envol (2000)
- 오늘부터 시작이야 (1999)